# Poecilotheriinae
Poecilotheriinae of tijgerspinnen vormen een onderfamilie van de vogelspinnen met één geslacht, de Poecilotheria. Tijgerspinnen komen voor in Azië, alleen in India en Sri Lanka. Het zijn boombewoners die geen scopula aan de buitenzijde van de kaken hebben.